# Cœur de trucker
 (juillet 2022).
La mise en forme du texte ne suit pas les recommandations de Wikipédia : il faut le « wikifier ».
Les points d'amélioration suivants sont les cas les plus fréquents. Le détail des points à revoir est peut-être précisé sur la page de discussion.
- Les titres sont pré-formatés par le logiciel. Ils ne sont ni en capitales, ni en gras.
- Le texte ne doit pas être écrit en capitales (les noms de famille non plus), ni en gras, ni en italique, ni en « petit »…
- Le gras n'est utilisé que pour surligner le titre de l'article dans l'introduction, une seule fois.
- L'italique est rarement utilisé : mots en langue étrangère, titres d'œuvres, noms de bateaux, etc.
- Les citations ne sont pas en italique mais en corps de texte normal. Elles sont entourées par des guillemets français : « et ».
- Les listes à puces sont à éviter, des paragraphes rédigés étant largement préférés. Les tableaux sont à réserver à la présentation de données structurées (résultats, etc.).
- Les appels de note de bas de page (petits chiffres en exposant, introduits par l'outil «  Source ») sont à placer entre la fin de phrase et le point final[comme ça].
- Les liens internes (vers d'autres articles de Wikipédia) sont à choisir avec parcimonie. Créez des liens vers des articles approfondissant le sujet. Les termes génériques sans rapport avec le sujet sont à éviter, ainsi que les répétitions de liens vers un même terme.
- Les liens externes sont à placer uniquement dans une section « Liens externes », à la fin de l'article. Ces liens sont à choisir avec parcimonie suivant les règles définies. Si un lien sert de source à l'article, son insertion dans le texte est à faire par les notes de bas de page.
- La présentation des références doit suivre les conventions bibliographiques. Il est recommandé d'utiliser les modèles {{Ouvrage}}, {{Chapitre}}, {{Article}}, {{Lien web}} et/ou {{Bibliographie}}. Le mode d'édition visuel peut mettre en forme automatiquement les références.
- Insérer une infobox (cadre d'informations à droite) n'est pas obligatoire pour parachever la mise en page.

Pour une aide détaillée, merci de consulter Aide:Wikification.
Si vous pensez que ces points ont été résolus, vous pouvez retirer ce bandeau et améliorer la mise en forme d'un autre article.
Cœur de trucker est une émission de télévision canadienne de téléréalité diffusée sur Unis et est un concept original produit par Attraction. Elle est présentée par l’humoriste québécois P-A Méthot.
L’émission permet à quatre camionneurs ou camionneuses célibataires de faire la rencontre de prétendants ou prétendantes qui n’ont pas peur des relations à distance. Afin de s'adapter au quotidien des camionneurs, les rendez-vous galants se déroulent à différents arrêts sur les routes canadiennes,.
L’émission sera diffusée pour la première fois en avril 2023. Une deuxième saison est confirmée par le diffuseur avant même le premier épisode.

## Concept
Comme l'émission L'amour est dans le pré, les portraits des camionneurs et camionneuses célibataires sont diffusés plusieurs mois à l’avance sur internet. Les personnes intéressées par l’un des candidats peuvent remplir un formulaire pour s'inscrire comme prétendant ou prétendante. Les quatre camionneurs et camionneuses célibataires qui auront reçu le plus d’intérêt de la part du public participeront alors à l’aventure.
Particularité de l’émission qui s’inspire de la réalité professionnelle des camionneurs, les rencontres se feront le long d’un trajet qui sillonnera les routes canadiennes.

## Production
Cœur de trucker est une émission produite par Attraction (Les Chefs!, L'amour est dans le pré, Dans l'œil du dragon). C’est la première émission de téléréalité qui sera diffusée sur Unis.
C’est l’humoriste P-A Méthot qui a été choisi pour animer l’émission pour sa première et deuxième saison.

## Saison 1

### Déroulement
Les portraits des sept camionneurs et camionneuses potentiels sont diffusés sur les médias sociaux et le site de l’émission le 7 juillet 2022. Après une période d’inscription des prétendants et prétendantes, les quatre célibataires ayant reçu le plus de lettres seront sélectionnés pour poursuivre l’aventure et participer aux rencontres.
Le 13 mars 2023, la production partage l'identité des quatre camionneurs célibataires qui participeront à l'émission. Il s'agit de Coraly, Dominique, Jonathan et Jean-Guy Junior.
Cette saison est diffusée sur Unis, dès le 6 avril 2023 et compte dix épisodes.

### Participants
Ci-après, la liste des sept candidats potentiels de la première saison. Leurs portraits ont été diffusés le 7 juillet 2022. Seulement quatre ont été sélectionnés pour participer à la suite de l'aventure. Il s'agit de Coraly, Dominique, Jonathan et Jean-Guy Junior (seulement appelé Junior).
| Participants | Participants    | Âge    | Localisation                                  |
| ------------ | --------------- | ------ | --------------------------------------------- |
| ♀            | Coraly          | 21 ans | Lac-Mégantic (Cantons-de-l’Est)               |
| ♂            | Dany            | 40 ans | L'Ancienne-Lorette (Québec)                   |
| ♂            | Jonathan        | 28 ans | Saint-Damase (Montérégie)                     |
| ♂            | Régis           | 26 ans | Amqui (Bas-Saint-Laurent)                     |
| ♂            | Keven           | 27 ans | Sainte-Brigitte-des-Saults (Centre-du-Québec) |
| ♂            | Jean-Guy Junior | 41 ans | Sainte-Sophie (Laurentides)                   |
| ♂            | Dominique       | 50 ans | Saint-Jean-sur-Richelieu (Montérégie)         |

## Saison 2

### Déroulement
Unis TV, le diffuseur de l'émission, annonce lors de la conférence de presse de la première saison que l'émission reviendra sur ses ondes pour une deuxième année. P-A Méthot est encore une fois aux commandes de l'émission. La nouvelle est diffusée sur les médias sociaux de l'émission le 13 avril 2023.
Les portraits des cinq camionneurs et deux camionneuses potentiels sont diffusés sur les médias sociaux et le site de l’émission le 6 juillet 2023. Après une période d’inscription des prétendants et prétendantes, les quatre célibataires ayant reçu le plus de lettres seront sélectionnés pour poursuivre l’aventure et participer aux rencontres.

### Participants
Ci-après, la liste des sept candidats potentiels de la deuxième saison. Leurs portraits ont été diffusés le 6 juillet 2022. Seulement quatre seront sélectionnés pour participer à la suite de l'aventure.
| Participants | Participants | Âge    | Localisation                                  |
| ------------ | ------------ | ------ | --------------------------------------------- |
| ♀            | Marie-Andrée | 34 ans | Beauceville (Chaudière-Appalaches)            |
| ♀            | Sonia        | 50 ans | Chicoutimi (Saguenay–Lac-Saint-Jean)          |
| ♂            | Derek        | 27 ans | Trois-Rivières (Mauricie)                     |
| ♂            | Jérémi       | 23 ans | Drummondville (Centre-du-Québec)              |
| ♂            | Olivier      | 26 ans | La Baie (Saguenay–Lac-Saint-Jean)             |
| ♂            | Pierick      | 33 ans | Repentigny (Lanaudière)                       |
| ♂            | Samuel       | 21 ans | Sainte-Brigitte-de-Laval (Capitale-Nationale) |

## Saison 3
Diffusée à partir du 10 avril 2025
Candidats:
Jérémie (28 ans, Saint-Ferdinand)
Josiane (24 ans, Bécancour)
Nathalie (52 ans, Sherbrooke)
Christian (41 ans, Rimouski)

## International
Lors du Marché international des programmes de télévision 2023, qui se tenait à Cannes entre le 17 et le 19 avril, Cœur de trucker a été sélectionné et présenté durant le Fresh TV. À la suite de cette présentation devant un public International, Attraction confirme la vente de son format avec le groupe Banijay pour sa distribution internationale.
L'émission est renommée « Love is a highway » pour le marché mondial, en clin d’œil au succès de Tom Cochrane. « Nous sommes ravis de mettre ce grand format sur le marché. C'est une approche nouvelle et authentique du genre, avec son concept unique qui résonnera certainement auprès d'un public mondial à la recherche d'amour et d'aventure », déclare Helen Greatorex, responsable des acquisitions de formats chez Banijay.